# Каїбііто
Кейбіто (англ. Kaibito) — переписна місцевість (CDP) в США, в окрузі Коконіно штату Аризона. Населення — 1540 осіб (2020).

## Географія
Кейбіто розташоване за координатами 36°35′31″ пн. ш. 111°6′26″ зх. д. / 36.59194° пн. ш. 111.10722° зх. д. (36.592003, -111.107135). За даними Бюро перепису населення США в 2010 році переписна місцевість мала площу 41,18 км², уся площа — суходіл.

## Демографія
Згідно з переписом 2010 року, у переписній місцевості мешкали 1522 особи в 351 домогосподарстві у складі 313 родин. Густота населення становила 37 осіб/км². Було 413 помешкання (10/км²).
Расовий склад населення:
| - 98,4 % — корінних американців - 0,5 % — білих |

До двох чи більше рас належало 1,2 %. Частка іспаномовних становила 1,5 % від усіх жителів.
За віковим діапазоном населення розподілялося таким чином: 40,9 % — особи молодші 18 років, 53,1 % — особи у віці 18—64 років, 6,0 % — особи у віці 65 років та старші. Медіана віку мешканця становила 23,0 року. На 100 осіб жіночої статі у переписній місцевості припадало 97,4 чоловіків; на 100 жінок у віці від 18 років та старших — 92,9 чоловіків також старших 18 років.
Середній дохід на одне домашнє господарство становив 46 243 долари США (медіана — 33 083), а середній дохід на одну сім'ю — 44 748 доларів (медіана — 33 250). Медіана доходів становила 36 719 доларів для чоловіків та 24 028 доларів для жінок. За межею бідності перебувало 39,7 % осіб, у тому числі 38,5 % дітей у віці до 18 років та 37,5 % осіб у віці 65 років та старших.
Цивільне працевлаштоване населення становило 385 осіб. Основні галузі зайнятості: будівництво — 24,2 %, освіта, охорона здоров'я та соціальна допомога — 22,3 %, мистецтво, розваги та відпочинок — 21,3 %.